# Jonathan Antoine
Jonathan Antoine (Hainault, Inglaterra, 13 de enero de 1995) es un tenor de formación clásica. Saltó a la fama después de aparecer en la sexta temporada de Britain's Got Talent en 2012 con el dúo clásico Jonathan y Charlotte. Posteriormente inició su carrera en solitario, y su álbum debut Tenore fue lanzado en el Reino Unido el 13 de octubre de 2014, su segundo álbum Believe fue lanzado el 19 de agosto de 2016.

## Carrera
Antoine actuó en una gira de prelanzamiento de un álbum por el Reino Unido, a la que siguió una aparición en el concierto de clausura del iTunes Festival 2014, después de haber sido invitado por Plácido Domingo. Su álbum Tenore (italiano para Tenor) fue lanzado en el Reino Unido el 13 de octubre de 2014. Contiene una selección de canciones clásicas y contemporáneas. El álbum fue producido por la productora musical Anna Barry, quien ha trabajado con Andrea Bocelli, José Carreras, la Kirov Opera y Andrew Lloyd Webber. Un crítico declaró: "Aquí hay una nueva estrella en la escena vocal y su primer álbum en solitario da fe de su talento milagroso". Antoine anunció en febrero de 2016 que agregaría dos pistas inéditas a su lista en Tenore disponibles para descarga internacional a través de Amazon e iTunes el 4 de marzo de 2016 a tiempo para el Día de la Madre en el Reino Unido.
El 19 de agosto de 2016, Antoine lanzó su segundo álbum Believe. Contiene clásicas de Puccini, así como una versión del clásico Hallelujah de Leonard Cohen, y música nueva del compositor clásico británico Chris Broom con quien colaboró (coescribió) la canción "A New Tomorrow". Recibió críticas positivas en su lanzamiento, con una de Robert Cummings, comentando: "Su voz es muy versátil, suficientemente potente y tiene un sonido aterciopelado y cremoso que es bastante único".